# خوليو غارسيا (لاعب كرة قدم بيروي)
خوليو غارسيا (بالإسبانية: Julio César García Mezones) (16 يونيو 1981 في بيرو - ) هو لاعب كرة قدم بيروفي في مركز الوسط. شارك مع منتخب بيرو لكرة القدم. أما مع النوادي، فقد لعب مع أليانزا ليما وأيل ليماسول وخوان أوريتش وسيينسيانو ونادي موريليا الرياضي وUnión Minas ‏ وإينوسيس نيون باراليمني ‏.

## وصلات خارجية
- خوليو غارسيا على موقع قاعدة بيانات كرة القدم.إي يو (الإنجليزية)
- خوليو غارسيا على موقع ناشيونال فوتبول تيمز (الإنجليزية)
- خوليو غارسيا على موقع Soccerway.com (الإنجليزية)